# Mesolithisches Grab von Coswig (Anhalt)
Das Mesolithische Grab von Coswig (Anhalt) ist die bislang einzige bekannte Brandbestattung der Mittelsteinzeit in Deutschland. Das Grab wurde 2001 auf dem Buroer Feld, nahe der Elbe in Coswig (Anhalt), Landkreis Wittenberg, Sachsen-Anhalt, am Rand eines jungbronzezeitlichen Gräberfelds entdeckt. Das Grab enthielt lediglich 30 Gramm menschliche Knochenreste, was dafür spricht, dass nur ein Teil des Toten beigesetzt worden war. Es wurden keinerlei Beigaben entdeckt, weshalb eine grobe zeitliche Einordnung zunächst nicht möglich war. Da die Bestattung in ihrem Erscheinungsbild von den benachbarten bronzezeitlichen Gräbern deutlich abwich, wurde eine Radiokohlenstoffdatierung vorgenommen. Zwei entnommene Proben ergaben ein Alter von 7900±50 BP bzw. 7920±45 BP. Es handelt sich somit um einen recht bedeutsamen Fund, da aus ganz Europa lediglich 13 weitere mesolithische Brandbestattungen bekannt sind. In nur 60–300 m Entfernung zum Grab wurden mesolithische Siedlungsreste entdeckt, doch konnte zwischen beiden Fundstellen keine zeitliche Übereinstimmung festgestellt werden.